# 高鰭棘花鮨
高鰭棘花鮨，又稱高鰭棘花鱸，為輻鰭魚綱鱸形目鱸亞目鮨科的其中一種，分布於西印度洋的肯亞及南非海域，棲息深度80-267公尺，體長可達5公分，為底棲性魚類，屬肉食性，生活習性不明。

## 擴展閱讀
維基物種上的相關：高鰭棘花鮨